# CodeCombat (игра)
CodeCombat — образовательная компьютерная игра в жанре RPG, созданная для обучения концепциям и языкам программирования. Играющие учатся редактировать исходные коды на нескольких языках программирования, включая JavaScript, Python, HTML и CoffeeScript. Чтобы продвигаться по уровням игры, игроки должны написать управляющий код для персонажей игры.
CodeCombat с дополнительным контентом продаётся как через прямые договоры со школами, так и через ежемесячную платную подписку.
В 2019 году CodeCombat был признан College Board поставщиком учебных программ и программ для профессионального развития по курсу AP CSP.
Игра получила положительный отзыв от журнала PC Magazine, в 2017 году получила награду SIIA CODiE как лучший творческий инструмент для студентов, и была названа лучшей для обучения по версии Common Sense Education.
В январе 2014 года CodeCombat открыла исходные коды своих программ и выпустила редактор уровней, чтобы пользователи могли создавать свой собственный игровой контент.

## Компания CodeCombat
Одноимённая компания-разработчик игры основана в феврале 2013 года Джорджем Сейнсом, Скоттом Эриксоном, Мэттом Лоттом и Ником Винтером, которые ранее разработали Skritter, приложение для изучения языков. В 2014 году компания получила 2 миллиона долларов в качестве финансирования на посевном этапе от таких фирм, как Y Combinator, Andreessen Horowitz и Allen &amp; Company . В 2019 году компания получила 6 миллионов долларов в виде финансирования серии A под руководством Hone Capital. 18 апреля 2018 года было объявлено о партнёрстве с китайской интернет-компанией NetEase. В настоящее время в компании работает 29 человек.